# Почтовые марки России (2004)

Почтовые марки России (2004) — каталог знаков почтовой оплаты (марок, блоков, листов), введённых в обращение «Почтой России» в 2004 году.
Всего в этом году было выпущено 91 почтовая марка, 10 почтовых блоков и 27 малых листов.

## Список коммеморативных марок
Порядок следования элементов в таблице соответствует номеру по каталогу марок России на официальном сайте издатцентра «Марка», в скобках приведены номера по каталогу «Михель».
| № | Изображение | Описание | Номинал                        | Дата        | Тираж           | Художник                          | П      |
| --- | ----------- | --- | ------------------------------ | ----------- | --------------- | --------------------------------- | ------ |
| № 904 (Mi #1136) № 905 (Mi #1137) № 906 (Mi #1138) № 907 (Mi #1139) № 908 (Mi #1140) № 909 (Mi #1141) |             | Россия. Регионы: - Белгородская область. Памятник князю Владимиру в Белгороде, памятник защитникам Отечества — звонница на Прохоровском поле, иллюстрация добычи железной руды в месторождении Курской магнитной аномалии. - Ивановская область. Музей ивановского ситца в г. Иванове, пейзаж области, автокран «Ивановец», монументальная композиция «Молодым революционеркам текстильного края», стилизованное изображение жар-птицы — символа лаковой миниатюры Палеха. - Липецкая область. Река Дон, фрагмент заповедника «Галичья гора», фрагмент Задонского Рождество-Богородицкого мужского монастыря и трактор ЛТЗ-155. - Московская область. Фрагмент панорамы Иосифо-Волоколамского монастыря, фрагмент усадьбы Абрамцево, фрагмент Мемориала воинам-сибирякам — защитникам Москвы в Великой Отечественной войне 1941-1945 гг. на 42 км Волоколамского шоссе, памятник на месте ставки М. И. Кутузова в деревне Горки. - Ненецкий автономный округ. Характерные промыслы округа — добыча нефти, морское рыболовство, оленеводство; изображение новостроек, здание почты в Нарьян-Маре, национальный орнамент и национальные игрушки. - Нижегородская область. Усадьба Болдино, башня Нижегородского кремля, здание нижегородской ярмарки, памятник Серафиму Саровскому в городе Сарове, народные промыслы области. | 5.00 руб.                      | 6 января    | 200 000         | Сухарев С.                        | [ 3 ]  |
| № 910 (Mi #1142BL64) |             | 60-летие стратегических наступательных операций Советских Вооруженных сил в 1944 г. Памятник неизвестному солдату, карта стратегических наступательных операций Советских Вооруженных сил в январе-октябре 1944 года, документальные фотокадры военных лет. | 10.00 руб.                     | 16 января   | 100 000         | Московец А.                       | [ 4 ]  |
| № 911 (Mi #1143) (Mi #1143KB) |             | 100-лет со дня рождения Валерия Павловича Чкалова (1904—1938), летчика-испытателя. Портрет В. П. Чкалова, самолёт, на котором в 1937 году совместно с летчиками Г. Ф. Байдуковым и А. В. Беляковым он совершил беспосадочный перелёт Москва — Северный полюс — Ванкувер, памятник в Нижнем Новгороде. | 3.00 руб.                      | 23 января   | 360 000 45 000  | Керносов А.                       | [ 5 ]  |
| № 912 (Mi #1144) № 913 (Mi #1145) № 914 (Mi #1146) № 912—914 (Mi #1144—1146BL65) |             | Сказы П. П. Бажова. К 125-летию со дня рождения Павла Петровича Бажова (1879—1950), писателя: - Каменный цветок. Данило-мастер. - Малахитовая шкатулка. Хозяйка Медной горы и Танюшка. - Золотой волос. Охотник Айлып и его невеста Золотой Волос. | 2.00 4.00 6.00 руб.            | 27 января   | 300 000 70 000  | Федотова А.                       | [ 6 ]  |
| № 915 (Mi #1147) |             | 100 лет со дня рождения Юлия Борисовича Харитона (1904—1996), физика. Портрет Ю. Б Харитона и изображение первой советской атомной бомбы, созданной в Российском Федеральном ядерном центре – ВНИИЭФ, научным руководителем которого являлся Ю. Б. Харитон. | 3.00 руб.                      | 12 февраля  | 200 000         | Бетрединова Х.                    | [ 7 ]  |
| № 916 (Mi #1148) (Mi #1148KB) |             | 70 лет со дня рождения Юрия Алексеевича Гагарина (1934—1968), летчика-космонавта. Портрет Ю. А. Гагарина на фоне звёздного неба, памятник Ю. А. Гагарину в Звёздном городке. | 3.00 руб.                      | 20 февраля  | 400 000 50 000  | Керносов А.                       | [ 8 ]  |
| № 917 (Mi #1149) (Mi #1149KB) № 918 (Mi #1150) (Mi #1150KB) № 919 (Mi #1151) (Mi #1151KB) № 920 (Mi #1152) (Mi #1152KB) № 921 (Mi #1153) (Mi #1153KB) № 917—921 (Mi #1149—1153BL66) |             | Монастыри Русской православной церкви: - Русский на Афоне Свято-Пантелеймонов монастырь. Вид монастыря, фрагмент иконы великомученика Пантелеимона. - Свято-Успенская Киево-Печерская Лавра. Вид монастыря, фрагмент иконы Божией Матери с предстоящими преподобными Антонием и Феодосием Печерскими. - Спасо-Евфросиниевский Полоцкий женский монастырь. Вид монастыря, фрагмент иконы Евфросинии Полоцкой. - Горненский женский монастырь. Вид монастыря, икона «Целование Божией Матери с праведной Елисаветой». - Пюхтицкий Успенский монастырь. Вид монастыря, фрагмент иконы «Явление иконы Успения Пресвятой Богородицы». | 8.00 руб.                      | 16 марта    | 270 000 60 000  | Зайцев Л.                         | [ 9 ]  |
| № 922 (Mi #1154) |             | 300 лет Кронштадту. Памятник вице-адмиралу С. О. Макарову на фоне Морского собора в Кронштадте и изображение форта Кроншлот 1704 года. | 4.00 руб.                      | 15 апреля   | 200 000         | Плетнев А.                        | [ 10 ] |
| № 923 (Mi #1155) № 924 (Mi #1156) № 925 (Mi #1157) № 926 (Mi #1158) № 927 (Mi #1159) № 928 (Mi #1160) № 929 (Mi #1161) № 930 (Mi #1162) № 931 (Mi #1163) № 932 (Mi #1164) № 933 (Mi #1165) № 934 (Mi #1166) № 923, 927, 931 (Mi #1155, 1159, 1163KB) № 932, 924, 928 (Mi #1164, 1156, 1160KB) № 925, 933, 929 (Mi #1157, 1165, 1161KB) № 934, 926, 930 (Mi #1166, 1158, 1162KB) № 923—934 (Mi #1155—1166KB) |             | Знаки зодиака - Овен. - Телец. - Близнецы. - Рак. - Лев. - Дева. - Весы. - Скорпион. - Стрелец. - Козерог. - Водолей. - Рыбы. | 3.50 руб.                      | 21 апреля   | 240 000 60 000  | Бельтюков В.                      | [ 11 ] |
| № 935 (Mi #1167) № 936 (Mi #1168) № 937 (Mi #1169) № 938 (Mi #1170) № 939 (Mi #1171BL67) |             | История Российского государства. 275 лет со дня рождения Екатерины II, императрицы: - Покровительство наукам и искусству. Екатерина II в кабинете у М. В. Ломоносова. - Реформа образования. Пожертвования Екатериной II средств на дела просвещения и милосердия. - Общегосударственные преобразования. Заседание Уложенной комиссии в Московском Кремле. - Внешнеполитическая деятельность. Расширение пределов империи. Екатерина II в Инкерманском дворце в Крыму. - Императрица Екатерина II (1729—1796). Портрет Екатерины II, Зимний дворец, «Наказ», «Генеральное учреждение о воспитании» и «Краткое наставление о воспитании» Екатерины II, фрагмент карты Российской империи, Смольный собор с первым Институтом благородных девиц, титульный лист словаря Академии Российской и здание Российской академии наук, скульптуры государственных деятелей Екатерининской эпохи с памятника Екатерине II в Санкт-Петербурге — Румянцев, Потёмкин, Суворов, Безбородко, Бецкой, Чичагов, Орлов, Державин, Дашкова. | 6.00 7.00 8.00 9.00 15.00 руб. | 27 апреля   | 250 000 100 000 | Скворцов Д. Керносов А. Зайцев Л. | [ 12 ] |
| № 940 (Mi #1172) (Mi #1172KB) |             | Отдых. Выпуск по программе «Европа». Городские будни и отдых на берегу моря. | 8.00 руб.                      | 5 мая       | 250 000 60 000  | Батов А.                          | [ 13 ] |
| № 941 (Mi #1173BL68) |             | 100-летие героической обороны Порт-Артура. Нагрудный крест «За оборону Порт-Артура» — награда защитникам военно-морской крепости Порт-Артур, фрагменты боевых действий во время обороны Порт-Артура. | 10.00 руб.                     | 12 мая      | 80 000          | Московец А.                       | [ 14 ] |
| № 942 (Mi #1174) № 943 (Mi #1175) № 944 (Mi #1176) |             | 200 лет со дня рождения Михаила Ивановича Глинки (1804—1857), композитора: - Портрет М. И. Глинки. - Опера М. И. Глинки «Жизнь за царя». - Опера М.И. Глинки «Руслан и Людмила». | 4.00 руб.                      | 20 мая      | 200 000         | Арцименев Ю.                      | [ 15 ] |
| № 945 (Mi #1177) (Mi #1177KB) № 946 (Mi #1178) (Mi #1178KB) № 947 (Mi #1179) (Mi #1179KB) № 948 (Mi #1180BL69) |             | Янтарная комната. Государственный музей-заповедник «Царское Село»: - Фрагмент рамы с изображением российской короны. - Камея «Моисей у фараона, который спасается от осаждающих его змей». - Резная головка между гирляндами, венчающими средний ярус комнаты. - Флорентийская мозаика «Осязание и обоняние». | 5.00 25.00 руб.                | 25 мая      | 600 000 100 000 | Лемешко С.                        | [ 16 ] |
| № 949 (Mi #1181) (Mi #1181KB) |             | Российско-германские молодежные встречи в XXI веке. Совместный выпуск почтовых марок России и Германии. Символическое изображение человечков с воздушными змеями, образующими сердце в цветах национальных флагов России и Германии, надпись «XXI век» и текст на русском и немецком языках — «Российско-германские молодежные встречи». | 8.00 руб.                      | 3 июня      | 560 000 70 000  | Озолин А.                         | [ 17 ] |
| № 950 (Mi #1182) (Mi #1182KB) |             | 100 лет со дня рождения Владимира Константиновича Коккинаки (1904—1985), летчика-испытателя. Портрет В. К. Коккинаки, два испытанных им самолета ОКБ С. В. Ильюшина и самолет ЦКБ-30 «Москва», на котором В. К. Коккинаки в 1939 году совершил беспосадочный перелет Москва – о. Мискоу. | 3.00 руб.                      | 8 июня      | 320 000 40 000  | Керносов А.                       | [ 18 ] |
| № 951 (Mi #1186) № 952 (Mi #1183) № 953 (Mi #1184) № 954 (Mi #1185) |             | «Славим Отечество!» — патриотическая тема в современной живописи. Картины Сергея Присекина – народного художника Российской Федерации, члена-корреспондента Академии художеств России, художественного руководителя студии им. Грекова: - «С Победой!» (1980). - «Кто с мечом к нам придет, от меча и погибнет!» (1983). - «Маршал Жуков» (1989). - «И клятву верности сдержали… Смоленск 1812 г.» (1991). | 5.00 руб.                      | 8 июня      | 250 000         | Поварихин А.                      | [ 19 ] |
| № 955 (Mi #1187) № 956 (Mi #1188) № 957 (Mi #1189) № 955—957 (Mi #1187—1189BL70) |             | Дамская верховая езда. Костюм «Амазонка»: - Наездница в костюме «Амазонка». - Костюм «Амазонка» и дамский костюм для загородных прогулок. - Наездница и дама в костюме для загородных прогулок. | 4.00 руб.                      | 15 июля     | 300 000 60 000  | Жаров А.                          | [ 20 ] |
| № 958 (Mi #1190) № 959 (Mi #1090) |             | Игры XXVIII Олимпиады. Афины — 2004: - Бег. - Борьба. | 3.00 8.00 руб.                 | 20 июля     | 200 000         | Бельтюков В.                      | [ 21 ] |
| № 960 (Mi #1192BL71) |             | 300 лет Адмиралтейским Верфям. Спуск на воду танкера класса «Саратов» и корабль «Полтава», заложенный в начале XVIII века; панорама Главного Адмиралтейства в Санкт-Петербурге, производимые на «Адмиралтейских Верфях» суда. | 12.00 руб.                     | 22 июля     | 100 000         | Баранов Ю.                        | [ 22 ] |
| № 961 (Mi #1193) № 962 (Mi #1194) № 963 (Mi #1195) № 964 (Mi #1196) № 965 (Mi #1197) № 961—965 (Mi #1193—1197BL72) |             | Безопасность поведения детей на дорогах: - Пользуйся пешеходным переходом! - Переходи улицу на зеленый сигнал светофора! - Изучай правила дорожного движения! - Не играй на дороге! - Пользуйся ремнями безопасности! | 4.00 руб.                      | 5 августа   | 150 000         | Тюнин С.                          | [ 23 ] |
| № 966 (Mi #1198) № 967 (Mi #1199) № 968 (Mi #1200) № 969 (Mi #1201) № 966—969 (Mi #1198—1201) (Mi #1198—1201KB) |             | Росомаха. Выпуск по программе WWF: - Голова росомахи. - Росомаха на дереве. - Росомаха с добычей. - Росомаха с детенышами. | 8.00 руб.                      | 12 августа  | 300 000         | Жиличкин П.                       | [ 24 ] |
| № 970 (Mi #1202) |             | 400 лет Томску. Здание городской администрации, Воскресенская церковь, Томский государственный университет, а также памятник деревянного зодчества. | 4.00 руб.                      | 20 августа  | 300 000         | Плетнев А.                        | [ 25 ] |
| № 971 (Mi #1203) (Mi #1203KB) |             | 100 лет ИТАР-ТАСС. Логотип ИТАР-ТАСС на фоне земного шара. | 4.00 руб.                      | 20 августа  | 296 000 37 000  | Гусев А.                          | [ 26 ] |
| № 972 (Mi #1204) |             | 100 лет со дня рождения Николая Леонидовича Духова (1904—1964), конструктора. Портрет Н. Л. Духова на фоне танка ИС и межконтинентальной баллистической ракеты Р-7. | 5.00 руб.                      | 8 сентября  | 200 000         | Московец А.                       | [ 27 ] |
| № 973 (Mi #1205) |             | 100 лет со дня рождения Бориса Глебовича Музрукова (1904—1979), организатора производства. Портрет Б. Г. Музрукова, танк, боеголовка межконтинентальной баллистической ракеты, знак PU – плутоний. | 5.00 руб.                      | 8 сентября  | 200 000         | Московец А.                       | [ 28 ] |
| № 974 (Mi #1206) № 975 (Mi #1207) № 976 (Mi #1208BL73) |             | История Российского государства. 250 лет со дня рождения Павла I, российского императора: - Павел I — государственный деятель. Манифест о трёхдневной барщине. - Павел I — Великий магистр Мальтийского Ордена. - Портрет Павла I, полный герб Всероссийской империи, военный парад у Михайловского замка в Санкт-Петербурге (с картины Г. Шварца «Строевые учения русской армии при Павле I»). | 10.00 20.00 руб.               | 10 сентября | 200 000 100 000 | Жаров А. Московец А.              | [ 29 ] |
| № 977 (Mi #1209) (Mi #1209KB) |             | 100 лет со дня рождения Святослава Николаевича Рериха (1904—1993), художника. Автопортрет С. Н. Рериха на фоне его картины «Две вершины» (1934). | 4.00 руб.                      | 16 сентября | 250 000         | Бельтюков В.                      | [ 30 ] |
| № 978 (Mi #1210) |             | История Российского государства. 850 лет со дня рождения Всеволода Большое Гнездо. Портрет князя, закладка города Дмитрова, представительный собор во Владимире в 1211 году, на котором Всеволод объявил наследником своего второго сына Георгия. | 12.00 руб.                     | 7 октября   | 200 000         | Скворцов Д.                       | [ 31 ] |
| № 979 (Mi #1211) |             | 200 лет Казанскому государственному университету. | 5.00 руб.                      | 20 октября  | 300 000         | Керносов А.                       | [ 32 ] |
| № 980 (Mi #1212) (Mi #1212KB) № 981 (Mi #1213) (Mi #1213KB) № 982 (Mi #1214) (Mi #1214KB) № 983 (Mi #1215) (Mi #1215KB) № 980—983 (Mi #1212—1215) |             | Русское художественное серебро конца XIX — начала XX века. Изделия из коллекции Всероссийского музея декоративно-прикладного и народного искусства: - Ваза. 1880-1890-е гг. - Молочник. 1900-е гг. - Ваза. 1900-1908-е гг. - Ковшик. 1910-е гг. | 4.70 руб.                      | 26 октября  | 500 000         | Дородных В. Озолин А.             | [ 33 ] |
| № 984 (Mi #1216) (Mi #1216KB) |             | С Новым годом! | 5.00 руб.                      | 12 ноября   | 500 000 62 500  | Бельтюков В.                      | [ 34 ] |
| № 985 (Mi #1217) № 986 (Mi #1218) № 987 (Mi #1219) № 985—987 (Mi #1217—1219) |             | Всемирное природное наследие России. Золотые горы Алтая: - Республика Алтай. Гора Белуха. - Республика Алтай. Река Катунь. - Республика Алтай. Телецкое озеро. | 2.00 3.00 5.00 руб.            | 18 ноября   | 200 000         | Умуркулов A.                      | [ 35 ] |
| № 988 (Mi #1220) № 989 (Mi #1221) № 990 (Mi #1222) № 991 (Mi #1223) № 988—991 (Mi #1220—1223KB) |             | 50 лет космодрому Байконур: - Межконтинентальная ракета Р-7. - Ракета-носитель «Протон». - Ракета-носитель «Союз». - Ракета-носитель «Зенит». | 2.50 3.50 4.00 6.00 руб.       | 1 декабря   | 300 000 70 000  | Комаров И.                        | [ 36 ] |

## Четвёртый выпуск стандартных марок
Порядок следования элементов в таблице соответствует номеру по каталогу марок России на официальном сайте издатцентра «Марка», в скобках приведены номера по каталогу «Михель».
| №                                         | Изображение | Описание | Номинал        | Дата      | Тираж    | Художник | П      |
| ----------------------------------------- | ----------- | --- | -------------- | --------- | -------- | -------- | ------ |
| № 815а (Mi #1047III)                      |             | Четвертый выпуск стандартных почтовых марок Российской Федерации: - Марфино. Усадебный дом дворцово-паркового ансамбля Марфино и скульптура «Грифон».                                                                                           | 3.00 руб.      | 15 апреля | массовый | Комса Р. | [ 37 ] |
| № 813а (Mi #1045III) № 816а (Mi #1048III) |             | Четвертый выпуск стандартных почтовых марок Российской Федерации: - Архангельское. Дворец в музее-усадьбе Архангельское и скульптура «Артемида с ланью». - Павловск. Большой дворец в парке музея-заповедника Павловска и скульптура «Эрминия». | 2.00 4.00 руб. | 5 апреля  | массовый | Комса Р. | [ 38 ] |
| № 814а (Mi #1046III) № 817а (Mi #1049III) |             | Четвертый выпуск стандартных почтовых марок Российской Федерации: - Ораниенбаум. Китайский дворец в музее-заповеднике Ораниенбаум и скульптура «Омфала». - Кусково. Дворец в усадьбе Кусково и скульптурная аллегория реки Скамандр в Трое.     | 2.50 5.00 руб. | 12 апреля | массовый | Комса Р. | [ 39 ] |

## Комментарии
1. ↑  Ниже приведён перечень коммеморативных марок (с возможностью сортировки по номиналу, тиражу и дате введения в обращение).
2. ↑  Ниже приведён перечень стандартных марок (с возможностью сортировки по номиналу, тиражу и дате введения в обращение).